# Дорвей
До́рвей (англ. doorway — вхідні двері) — спеціальні HTML-сторінки, складені для високого позиціонування в пошукових системах за певним ключовим словом (англ. keyword). Зазвичай дорвеї мають малоінформативне автоматично генероване наповнення.
Дорвеї створюються для отримання пошукового трафіку і подальшої переадресації його на сайти замовників з метою отримання доходу. Найчастіше переадресація реалізується з допомогою JavaScript, рідше — з допомогою HTML-тегу meta з автоматичним перенаправленням за допомогою атрибуту http-equiv, SSI, Macromedia Flash та інших технологій.
Дорвей належить до так званого Black Hat SEO («чорна оптимізація»).

## Час існування дорвея
З часом пошукова система оброблює дані й бачить, що дорвей — це штучний сайт й виключає його сторінки з основного індексу. Таким чином середній час існування дорвеїв — 1-3 місяці.

## Генератори дорвеїв
Програми для автоматичного створення дорвеїв на жаргоні пошукових оптимізаторів відомі як «дорген».
Часто вони використовують такі статистичні методи, як ланцюги Маркова, для створення безлічі сторінок з безглуздим текстом на основі списку ключових слів і колекції тематичних текстів. Такий підхід дозволяє без участі людини створювати сторінки з унікальним вмістом, таким чином, пошуковики не визначають їх як дублікати інших сторінок. Отримані тексти локально, на рівні сусідніх слів, є схожими на природний текст, що ускладнює їх виявлення пошуковими системами, але останнім часом успішно розробляються методи для їх виявлення.
Крім марковських ланцюгів застосовуються і інші методи:
- Використання синонімізаторів для отримання унікального тексту з існуючого тексту заміною слів на їх синоніми. Такі тексти часто легко виявити за появою словосполучень, нехарактерних природному тексту. Так, наприклад, «Новий рік» може бути замінений на «свіжий рік». Деякі генератори, навіть, не ускладнюють себе поправляти закінчення у слів при заміні.
- Склейка фрагментів з результатів пошуку за цільовими запитами.
- Використання систем машинного перекладу.[2]

Створені сторінки можуть бути пов'язані посиланнями між собою та, іноді, з іншими сайтами, які розміщують дорвеї. Деякі генератори дорвеїв здатні динамічно, під час запиту, створювати сторінки або цілі сайти та поєднувати їх з такими прийомами, як клоакінг, інші ж генерують статичний набір HTML-сторінок.
Також серед дорвейщиків популярний спам посилань на свої дорвеї для підняття позицій у видачі пошуковика.